# Джамруд
Джамруд (англ. Jamrud) — город в Пакистане, один из крупнейших в агентстве Хайбер. Джамруд находится на Федерально управляемых племенных территориях, недалеко от границы с Афганистаном.

## История
27 марта 2009 года в городе произошёл террористический акт. Террорист-смертник взорвал себя в мечети, погибло по меньшей мере 50 человек.
19 августа 2011 года террорист-смертник взорвал себя в мечети во время пятничной молитвы. Погибло 35 человек, ещё 60 получили ранения.